# Flexisécurité
Le terme de « flexisécurité » (contraction de flexibilité et sécurité) désigne un dispositif social autorisant une plus grande facilité de licenciement pour les entreprises (volet flexibilité) et des indemnités longues et importantes pour les salariés licenciés (volet sécurité) dans les états-providence.
Il repose sur un mécanisme économique selon lequel des procédures de licenciement facilitées inciteraient les employeurs à embaucher. Les PME hésiteraient en effet à embaucher lors des périodes florissantes, car elles redouteraient l’épreuve des procédures de licenciement lorsque la conjoncture se retourne. En contrepartie, le salarié bénéficierait d’une généreuse indemnisation en cas de chômage et d’un maintien de ses droits, même s’il change d’entreprise ou s’il demeure sans emploi.
Ce mot-valise est d’origine récente. Plusieurs variantes (flexicurité, flexécurité, flexsécurité, flex-sécurité, flexi-sécurité) ont connu des fortunes diverses. Finalement, c'est le terme « flexisécurité » qui recueille le label officiel de la Délégation générale à la langue française et aux langues de France et qui figure maintenant dans le site internet FranceTerme depuis 2013.
En anglais, le mot-valise flexicurity s'est imposé.

## Historique de la notion
La notion de « flexisécurité » trouve son origine en 1995 aux Pays-Bas à la suite d'une note du ministre du travail, Ad Melkert, intitulée « Flexibiliteit en zekerheid ». Elle débouche en 1999 sur la loi « flexibilité et sécurité » dont l’objectif majeur est de réduire le dualisme du marché du travail, c’est-à-dire l’existence d’une main-d’œuvre stabilisée sur des marchés primaires et d’une main d’œuvre peu sécurisée sur des marchés secondaires beaucoup plus flexibles. Concrètement, cette loi consiste à faciliter le recours aux contrats de travail temporaires par les entreprises, à attribuer les mêmes droits aux travailleurs en matière de sécurité sociale quel que soit le type de contrat et à soumettre les agences de travail temporaire à des règles plus strictes.
C'est toutefois l'expérience danoise qui sert le plus souvent de référence dans la représentation qui domine les débats actuels sur cette notion. Au Danemark, la notion de « flexisécurité » est mentionnée pour la première fois dans une publication de 1999 du ministère du Travail (Arbejdsministeriet) dans laquelle est décrit le fameux « triangle d’or » :
- grande flexibilité du marché du travail, avec des règles de licenciement souples,
- système d’indemnisation généreux des salariés en situation de chômage,
- politiques actives de l’emploi, visant à éviter le chômage de longue durée et à contrôler la disponibilité et la motivation des chômeurs.

## Flexisécurité et analyse économique
Le fait que les économistes disposent à partir de la fin des années 1980 de données précises sur les créations et destructions d’emploi modifie profondément la compréhension du marché du travail en montrant l’ampleur des flux : chaque jour environ 10 000 emplois sont détruits et 10 000 emplois sont créés en France. Ce phénomène ne paraît pas être spécifique à la France, et Cahuc et Zylberberg, énoncent une « loi des 15 % » qui s’énonce de la manière suivante : « à l’échelle d’une nation, chaque année environ 15 % des emplois disparaissent et chaque année environ 15 % d’emplois nouveaux apparaissent. » La prise de conscience de l’ampleur du phénomène de la « destruction créatrice » décrite par Joseph Schumpeter paraît avoir convaincu de l'intérêt de s’intéresser à des notions comme la « flexisécurité ».
En effet, puisque le phénomène de la « destruction créatrice » est de grande amplitude, l’important n’est pas tant de défendre des emplois souvent irrémédiablement condamnés par le progrès mais plutôt de se préoccuper de la création de nouveaux emplois et de sécuriser les parcours des salariés appelés à changer de métier. C’est de là qu’est né en partie l’intérêt porté au modèle danois et, plus généralement, pour le modèle scandinave qui prend acte de manière réaliste et globale du fait que :
- la concurrence internationale et le changement technique sont incontournables pour améliorer le niveau de vie,
- des politiques actives d’encouragement à l’innovation et au redéploiement des salariés vers les nouveaux secteurs sont nécessaires pour relancer la motivation.

## Au Danemark
Dans un pays de moins de 5,5 millions d'habitants, avec une population en âge de travailler de l'ordre de 3 millions de personnes, ce sont quelque 100 à 150 000 personnes concernées en permanence par le chômage.

### Le dispositif
Le modèle danois de flexisécurité repose sur six piliers :
- centralisation des organismes de l'emploi et de l'aide sociale sous un seul ministère (on notera toutefois qu'en 2009, le gouvernement de Rasmussen[Lequel ?] a engagé une politique de décentralisation des caisses d'allocation chômage) ;
- code du travail très allégé, très peu d'interventions de l'État dans la législation ;
- licenciement très facile pour les entreprises (à relativiser cependant en raison du fort taux de syndicalisation[8]) ;
- dialogue social développé entre patronat et syndicats puissants ;
- prise en charge des salariés par l'État en cas de chômage dans des conditions avantageuses ;
- fortes incitations à reprendre un emploi pour le chômeur (obligations de formation, suivi, sanctions financières…)

Dans l'analyse du modèle danois, on doit tenir compte d'éléments particuliers. En effet, selon le rapport 2007 de Statistics Denmark :
- un peu plus du tiers des emplois au Danemark sont attribuables au secteur public.
- le taux de travailleurs syndiqués est d'environ 8 sur 10[9].

## En France

### L'accord du 11 janvier 2008
Pour certains, l'accord du 11 janvier 2008 sur la modernisation du marché du travail (signé par quatre syndicats de salariés sur huit) pourrait être l'amorce d'une flexisécurité à la française.
- Le texte qui réaffirme que « le contrat à durée indéterminée est la forme normale et générale du contrat de travail » prévoit —outre les formes classiques de cessation du contrat : démission, licenciement (qui doit être motivé) — un nouveau dispositif : la « rupture conventionnelle ». Cette dernière disposition autorise une séparation « à l'amiable » entre un employeur et son salarié, qui peut ensuite percevoir des indemnités de chômage.
- Il est également créé pour les ingénieurs et cadres un « contrat de mission » d'une durée minimum de 18 mois et maximum de 36 mois.
- Par ailleurs, la période d'essai est allongée, de deux mois pour les ouvriers et les employés à quatre mois pour les cadres, avec possibilité de renouvellement, ou d'allongement par accord de branche professionnelle[11]. Les indemnités de licenciement devraient être augmentées[12] et « une portabilité des droits », c'est-à-dire que le salarié au chômage devrait garder durant au moins un tiers de sa durée d'indemnisation du chômage sa couverture prévoyance santé. Il devrait également conserver 100 % de son droit individuel à la formation[10].

Si, pour certains partenaires sociaux, l'accord est équilibré, certains économistes sont plus dubitatifs. Pour Etienne Wasmer, l'accord peut inciter les parties à se mettre d'accord sur des ruptures conventionnelles et donc à s'entendre au détriment des ASSEDIC (aléa moral).
Pour pallier ce problème, Francis Kramarz propose d'instaurer un « bonus-malus » sur les licenciements pour les entreprises dans le prolongement du rapport d'Olivier Blanchard et de Jean Tirole. Francis Kramarz craint que le contrat de mission des cadres ne fragilise des populations qui trouvaient facilement un CDI et considère que l'accord ne s'attaque pas à la question, pour lui cruciale, des règles du licenciement économique. Enfin, il s'inquiète du fait que cet accord concerne surtout les grandes entreprises et laisse de côté les petites entreprises où les salariés recourent plus fortement que dans d'autres pays aux prud'hommes en cas de licenciement pour motif personnel. Il souhaiterait que les syndicats soient plus présents dans ce secteur.

### Autres préconisations
Cette préoccupation se retrouve dans les conclusions de la commission Attali qui propose de chercher un mode de financement des syndicats qui les incite à défendre les « salariés les plus fragiles : ceux des petites et moyennes entreprises, ceux qui sont à la recherche d'un emploi, ceux qui sont en situation d'exclusion professionnelle ».
Dans un rapport au Conseil d'analyse économique auprès du Premier ministre paru en 2010 qui porte sur les « Mobilités des salariés », Mathilde Lemoine et Etienne Wasmer proposent :
- un système d'incitation à la mobilité professionnelle (des compléments salariaux en cas de mobilité pour compenser les pertes de salaire dues aux pertes d'expériences) ;
- un système de bonus-malus portant sur les formations professionnelles dispensées par les entreprises dont la modulation serait fonction de la portabilité et de la certification des formations et du taux de couverture chez les salariés.

### L'accord du 11 janvier 2013[21]
Le 11 janvier 2013, les partenaires sociaux sont parvenus à un accord national interprofessionnel (ANI) sur la compétitivité et la sécurisation de l’emploi. Les organisations patronales (MEDEF, UPA, CGPME) et trois syndicats (CFE-CGC, CFDT, CFTC) se sont entendus pour accorder de nouveaux outils de flexibilité aux entreprises et de nouveaux droits aux salariés. FO et la CGT ont refusé de signer l’accord.